# بوب هالستيد
بوب هالستيد (بالإنجليزية: Bob Halstead)‏ هو مصور أسترالي وبريطاني، ولد في 24 أكتوبر 1944 في لندن في المملكة المتحدة، وتوفي في 18 ديسمبر 2018.